# Damiano Morra
Damiano Morra (San Fernando, 22 febbraio 1955) è un allenatore di calcio ed ex calciatore italiano di origini argentine, di ruolo mezzala.
Detiene il record di presenze con la maglia del Catania.

## Biografia
È sposato con una catanese e ha due figli nati nella città siciliana. Nacque in Argentina ma è originario e vive a Portorecanati.

## Caratteristiche tecniche
Giocava come mezzala. Si adattò a centromediano metodista e a libero nella stagione della promozione in Serie A con il Catania.
Lui stesso si è definito un combattente per la voglia, la determinazione dimostrata in campo; riuscì anche a evitare infortuni nelle nove stagioni e così riuscì a stabilire il record di presenze.

## Carriera

### Giocatore
Cresciuto nel Parma, che lo aveva portato in Italia già a 17 anni, giocò con gli emiliani tre stagioni fra Serie C e Serie B.
Notato da Angelo Massimino, venne acquistato dal Catania, di cui è il calciatore con più presenze in campionato: 281 (con 26 reti) tra il 1975 e il 1984. Con i rossazzurri visse due stagioni in Serie B, tre in Serie C, altre tre in B e l'ultima in Serie A, conquistata dopo gli spareggi di Roma nel giugno 1983. Nella massima serie disputò 26 partite senza realizzare reti nell'annata 1983-84 che vide gli etnei chiudere il campionato all'ultimo posto con conseguente retrocessione. 

Morra (n. 8) in azione con la maglia del Parma nel 1975, durante una trasferta sul campo del Perugia.

Era il pupillo di Massimino e rimase molto legato agli allenatori Gennaro Rambone e Gianni Di Marzio. Nella stagione 1984-1985 scende in C1 vestendo per due campionati la maglia del Cosenza. Ha chiuso la carriera all'Olbia in C2.
Oltre alle 26 presenze in A, ha totalizzato 204 presenze e 12 reti in Serie B.

### Allenatore
Come allenatore, ha diretto la Passatempese in due diversi periodi,  l'Osimana nel Campionato Nazionale Dilettanti, poi nel 1999-2000 è passato all'Olbia. Nel 2000-2001 allena la Berretti dell'Ancona. Nel 2001-2002 gli viene assegnata la squadra allievi nazionali dei marchigiani. Nel 2004-2005 va al Biagio Nazzaro, nell'Eccellenza marchigiana.
Nel 2005-2006 ha allenato il Chiaravalle e nell'estate 2006 è tornato nuovamente all'AC Passatempese, per poi venir ingaggiato dalla Casette Verdini, in Prima Categoria marchigiana, nel biennio 2006-2008. Nel 2008-2009 allena la Cingolana, nell'Eccellenza marchigiana.
Subentra sulla panchina del Chiesanuova un mese prima della fine del campionato 2009-2010 e ottiene la salvezza in Promozione; nella stagione 2010-2011 allena l'ASD San Biagio, in Prima Categoria, salvandolo all'ultima giornata di campionato. Nella stagione 2011-2012 allena il Portorecanati in Promozione; subentra il 31 ottobre e viene esonerato dopo due mesi.
A marzo 2014 subentra alla guida tecnica del Casette Verdini (Prima Categoria).  Nel 2016 allena il Telusiano. Dal 2018 al 2021 è team manager dell'Ancona

## Statistiche

### Presenze e reti nei club
| Stagione        | Squadra         | Campionato      | Campionato | Campionato | Coppe nazionali | Coppe nazionali | Coppe nazionali | Totale | Totale |
| Stagione        | Squadra         | Comp            | Pres       | Reti       | Comp            | Pres            | Reti            | Pres   | Reti   |
| --------------- | --------------- | --------------- | ---------- | ---------- | --------------- | --------------- | --------------- | ------ | ------ |
| 1972-1973       | Parma           | C               | 4          | 0          | CIS             | ?               | ?               | 4+     | 0+     |
| 1973-1974       | Parma           | B               | 16         | 1          | CI              | ?               | ?               | 16+    | 1+     |
| 1974-1975       | Parma           | B               | 34         | 2          | CI              | ?               | ?               | 34+    | 2+     |
| Totale Parma    | Totale Parma    | Totale Parma    | 54         | 3          |                 | ?               | ?               | 54+    | 3+     |
| 1975-1976       | Catania         | B               | 21         | 1          | CI              | 4               | 0               | 25     | 1      |
| 1976-1977       | Catania         | B               | 24         | 1          | CI              | 3               | 0               | 27     | 1      |
| 1977-1978       | Catania         | C               | 38+1       | 6+0        | CIS             | 4               | 0               | 43     | 6      |
| 1978-1979       | Catania         | C1              | 30         | 7          | CIS             | 4               | 0               | 34     | 7      |
| 1979-1980       | Catania         | C1              | 33         | 5          | CIS             | 4               | 0               | 37     | 5      |
| 1980-1981       | Catania         | B               | 38         | 4          | CI              | 4               | 0               | 42     | 4      |
| 1981-1982       | Catania         | B               | 36         | 3          | CI              | 4               | 1               | 40     | 4      |
| 1982-1983       | Catania         | B               | 34+2       | 0+0        | CI              | 5               | 0               | 41     | 0      |
| 1983-1984       | Catania         | A               | 26         | 0          | CI              | 5               | 0               | 31     | 0      |
| Totale Catania  | Totale Catania  | Totale Catania  | 280+3      | 27+0       |                 | 34              | 1               | 320    | 28     |
| 1984-1985       | Cosenza         | C1              | 22         | 1          | CI-C            | ?               | ?               | 22+    | 1+     |
| 1985-1986       | Cosenza         | C1              | 18         | 1          | CI              | ?               | ?               | 18+    | 1+     |
| Totale Cosenza  | Totale Cosenza  | Totale Cosenza  | 40         | 2          |                 | ?               | ?               | 40+    | 2+     |
| 1986-1987       | Olbia           | C2              | 33         | 4          | CI-C            | ?               | ?               | 33+    | 4+     |
| 1987-1988       | Olbia           | C2              | 31         | 4          | CI-C            | ?               | ?               | 31+    | 4+     |
| 1988-1989       | Olbia           | C2              | 32         | 1          | CI-C            | ?               | ?               | 32+    | 1+     |
| 1989-1990       | Olbia           | C2              | 34         | 2          | CI-C            | ?               | ?               | 34+    | 2+     |
| Totale Olbia    | Totale Olbia    | Totale Olbia    | 130        | 11         |                 | ?               | ?               | 130+   | 11+    |
| Totale carriera | Totale carriera | Totale carriera | 504+3      | 43+0       |                 | 34+             | 1+              | 541+   | 44+    |

## Palmarès

### Giocatore
- Campionato italiano Serie C: 1

Parma: 1972-1973 (girone A)
- Campionato italiano Serie C1: 1

Catania: 1979-1980 (girone B)